# Elegantozoum teocchii
Elegantozoum teocchii är en skalbaggsart som beskrevs av Karl Adlbauer 2004. Elegantozoum teocchii ingår i släktet Elegantozoum och familjen långhorningar. Inga underarter finns listade i Catalogue of Life.